# Clarence August Bird
Sir Clarence August Bird, britanski general, * 1885, † 1986.